# Michał Derus
Michał Mateusz Derus (ur. 21 września 1990 w Tarnowie) – polski niepełnosprawny lekkoatleta, specjalizujący się w biegach sprinterskich, dwukrotny srebrny medalista igrzysk paraolimpijskich, dwukrotny mistrz świata i sześciokrotny mistrz Europy. Występuje w kategorii T47.

## Życiorys
Urodził się w Tarnowie bez lewej dłoni. Ukończył informatykę, a następnie podjął studia z zakresu wychowania fizycznego w Państwowej Wyższej Szkole Zawodowej w Tarnowie.
Został zawodnikiem KU AZS PWSZ w Tarnowie, zaczął trenować biegi sprinterskie, a także skok w dal. Z uwagi na brak właściwej kategorii paraolimpijskiej w 2008 i 2012 nie wystartował na igrzyskach paraolimpijskich. W 2013 startował w kategorii T46, rok później przeszedł do kategorii T47. Zdobył mistrzostwo świata na 100 m w 2013 oraz w 2015, dwukrotnie wówczas wywalczył również srebrne medale na 200 m. W 2014 został mistrzem Europy w obu konkurencjach, tytuł mistrzowski na 100 m obronił również w 2016. W 2018 ponownie zdobył mistrzostwo Europy na obu dystansach. Rok później był czwarty podczas mistrzostw świata w Dubaju, przegrywając z trzema Brazylijczykami. Kolejny medal mistrzostwa świata wywalczył natomiast w 2024 (srebrny na 100 m).
W 2016 wziął udział w Letnich Igrzyskach Paraolimpijskich w Rio de Janeiro, na których w biegu na 100 m (T47) zdobył srebrny medal. W 2021 po raz drugi w karierze został medalistą igrzysk paraolimpijskich, zajmując w tej samej konkurencji w Tokio również drugie miejsce. Startował także na Letnich Igrzyskach Paralimpijskich w Paryżu w 2024.

## Rekordy
- Rekordy Europy[8]
  - Bieg na 100 metrów – 10,61 (27 sierpnia 2021, Tokio)
  - Bieg na 200 metrów – 21,95 (22 lipca 2013, Lyon)
- Mistrzostw Europy[9]
  - Bieg na 100 metrów – 10,77 (22 sierpnia 2018, Berlin)

## Medale
| Rok  | Zawody                   | Miejscowość    | Konkurencja              | Czas  | Pozycja    |
| ---- | ------------------------ | -------------- | ------------------------ | ----- | ---------- |
| 2013 | Mistrzostwa świata       | Lyon           | Bieg na 100 metrów (T46) | 10,93 | 1. miejsce |
| 2013 | Mistrzostwa świata       | Lyon           | Bieg na 200 metrów (T46) | 21,95 | 2. miejsce |
| 2014 | Mistrzostwa Europy       | Swansea        | Bieg na 100 metrów (T47) | 11,04 | 1. miejsce |
| 2014 | Mistrzostwa Europy       | Swansea        | Bieg na 200 metrów (T47) | 22,47 | 1. miejsce |
| 2015 | Mistrzostwa świata       | Doha           | Bieg na 100 metrów (T47) | 10,73 | 1. miejsce |
| 2015 | Mistrzostwa świata       | Doha           | Bieg na 200 metrów (T47) | 21,96 | 2. miejsce |
| 2016 | Mistrzostwa Europy       | Grosseto       | Bieg na 100 metrów (T47) | 11,14 | 1. miejsce |
| 2016 | Igrzyska paraolimpijskie | Rio de Janeiro | Bieg na 100 metrów (T47) | 10,79 | 2. miejsce |
| 2017 | Mistrzostwa świata       | Londyn         | Bieg na 100 metrów (T47) | 10,81 | 3. miejsce |
| 2017 | Mistrzostwa świata       | Londyn         | Bieg na 200 metrów (T47) | 22,08 | 3. miejsce |
| 2018 | Mistrzostwa Europy       | Berlin         | Bieg na 100 metrów (T47) | 10,77 | 1. miejsce |
| 2018 | Mistrzostwa Europy       | Berlin         | Bieg na 200 metrów (T47) | 22,38 | 1. miejsce |
| 2021 | Mistrzostwa Europy       | Bydgoszcz      | Bieg na 100 metrów (T47) | 11,00 | 1. miejsce |
| 2021 | Igrzyska paraolimpijskie | Tokio          | Bieg na 100 metrów (T47) | 10,61 | 2. miejsce |
| 2024 | Mistrzostwa świata       | Kobe           | Bieg na 100 metrów (T47) | 10,88 | 2. miejsce |

## Odznaczenia
- Krzyż Kawalerski Orderu Odrodzenia Polski (2021)[10][11]
- Srebrny Krzyż Zasługi (2016)[12]